# OSAKAN HOT 100
『OSAKAN HOT 100』（オーサカン・ホット・ワンハンドレッド）は、FM802で放送している、同局のオリジナルチャートをカウントダウンするラジオ番組である。JFLのHOT 100シリーズの1つ。
番組進行、ならびにロゴでは『OSAKAN HOT 100』で通しており、北海道の『SAPPORO HOT 100』同様に冠スポンサーの扱いはない（東京の『TOKIO HOT 100』や愛知の『ZIP HOT 100』は冠スポンサー付きで紹介される）。

## 概要
1989年6月11日放送開始。2008年9月7日に放送1000回を達成した。番組名の「OSAKAN」とは、「大阪の」という意味の造語である。

### 集計方法
現在は以下の4つを集計し、ランキングを作る。
1. FM802でのオンエア回数をもとにしたオンエア・ポイント[注 1]
2. TOWER RECORDS全店 (2016年12月25日付まで 梅田大阪マルビル店のみ→2017年1月1日付から 全国83店舗すべてを集計の対象に)、TSUTAYA戎橋店(2018年5月13日付より梅田堂山店閉店により対象店舗の変更)、HMV SPOT あべのキューズモール店でのアルバム売上を基にしたアルバムセールス・ポイント[注 2] ※新型コロナウィルスによる緊急事態宣言の影響で店舗が閉店していたことから2020年4月 - 5月24日付けの間は集計対象から外していた。
3. レコチョク（「レコチョク ランキング」「レコチョク 洋楽総合」）のダウンロード売上を基にしたデジタルセールス・ポイント（2008年10月12日付から新たに加算ポイントとして追加）
4. dヒッツ・Spotify Japanのストリーミング再生を基にしたストリーミングポイント（2021年9月5日付から新たに加算ポイントとして追加）[2]

過去
- リクエストポイント（当番組と『ROCK KIDS 802』へのリクエスト回数[注 3]。2013年3月31日付まで）
- シングル売上（1999年時点ではディーラーズ・ポイントに反映されていた[3]）

### JFL各局の「HOT 100」
JFLの企画ネットとして放送している。802以外に放送開始から大きな休止期間をはさまず継続して放送しているのは『TOKIO HOT 100』（J-WAVE）と『ATEAM ZIP HOT 100』（ZIP-FM）の2つのみ。『SAPPORO HOT 100』（FM NORTH WAVEは、2008年に休止し2016年に放送再開、他には『COUNTDOWN KYUSHU HOT 100』（CROSS FM）が放送されていたが、終了している。
2000年代に入ってからはJFLのHOT 100シリーズの中でも、ロックバンドの楽曲やJ-POPが優勢な傾向にある。また、大阪ならではの特徴として、歌詞が関西弁の楽曲が1位を獲得したことがたびたびある（例：SAKURA『LOVE 4 REAL』、ウルフルズ『ええねん』『サムライソウル』、DREAMS COME TRUE『大阪LOVER』など）。

## 放送時間
日曜 12:00 - 15:00 (2015年4月5日-)
放送開始から2015年3月29日までは、日曜 12:00 - 15:55。2015年の改編で1時間短縮し15:00までの放送になった（その分後続の『SUNDAY SUNSET STUDIO』が1時間前倒し、時間拡大された）。
開局記念日や祝日、年末年始でも原則休まずに放送される。ただし、以下の日には放送を休止した。
1. 1995年1月22日・2月5日（兵庫県南部地震（阪神・淡路大震災）の影響で、チャート発表を休止）
2. 2011年3月13日（終日東北地方太平洋沖地震（東日本大震災）関連の特別編成となり、チャートの集計・発表を休止。翌週に2週間分を合算して発表した。なお、この週のHOT100シリーズで放送を休止したのはFM802のみである。）

## DJ
- 高樹リサ - 2023年4月2日 ～ (7代目)

### 歴代DJ
1. ケイ・グラント（スーパーMASA）- 1989年6月11日 ～ 1991年7月28日
  - ドン・ビーバー、土山和子（代理） 1991年8月4日 ～ 1991年9月29日
2. ヒロ寺平 - 1991年10月6日 ～ 2001年12月31日[注 6][注 7]
3. 浅井博章 - 2002年1月6日 ～ 2008年10月5日[注 8]
4. 久保田コージ - 2008年10月12日 ～ 2015年9月27日[注 9]
5. 鬼頭由芽 - 2013年4月7日 ～ 2015年9月27日[注 10]
6. 西田新 - 2015年10月4日 ～ 2023年3月26日（3代目DJの浅井博章が体調不良で休演した2002年10月20日に代打を担当）[注 11]

- ドン・ビーバー - 番組内のコーナー（後述）を担当。ドンが生で登場するのは開局記念特番（毎年6月1日）や年間チャート・上半期チャートなど、年に数回のみだった。なお、代理DJを務めたことがある（前述）。2013年3月31日をもって卒業。2015年9月17日に病気のため死去したことが、2015年9月20日放送分の番組内で報じられた。

## 番組コーナー

### 現在
- 予想屋サンデー(13:40ごろ)

事前にリスナーから"予想屋さん"を募集し、その中から抽選で1名に電話をかけて今週のNo.1を予想してもらう。予想屋さんは参加賞としてもれなくアーティストグッズがプレゼントされ、No.1を当てることができれば更に番組オリジナルキーホルダーがプレゼントされる。なお、これとは別に毎週No.1を当てたリスナーの中から抽選で2名に同じくキーホルダーがプレゼントされるが、予想屋さんが予想を外すとこれが計3名に増える。過去にはギフトカードやDocomo提供時代はドコモダケグッズをプレゼントされていた。
- CHART CHOOSER(14:00ごろ)

オンエア当日付のTOP100内から初登場や再登場楽曲を紹介する「NEW-ENTRY LINE UP」や、TOP20圏外からDJが注目する楽曲も紹介する。

### 過去
- docomo d TREND

ドコモのサービス「dヒッツ」・「dTV」・「dマガジン」から、毎週気になるコンテンツを紹介。
- docomo d クエスチョン

2種類の音を流し、どちらが本物かを当てるクイズコーナーで、的中者の中から抽選でdポイントがプレゼントされていた。

#### 西田担当時
- 竹内3択 (毎月1回)

竹内琢也（FM802DJ）からいきなり3択クイズを出題し、リスナーから回答してもらうコーナー。久保田＆鬼頭ツインDJ体制時から続いていたコーナーだが、2016年3月末で終了。
- 西ダンシン・イン・ザ・ストリート (2015年10月4日〜)

　　とびきりのダンスナンバーにのって、美味しいランチのお店に自ら出向き取材し紹介する。

#### 久保田＆鬼頭ツインDJ体制時(2014年12月末以前)
- チャートレイン「ユーメー号」

HOT100初心者の鬼頭由芽が、チャート・マスターへの道を目指して、OSAKAN HOT 100の過去のチャートを勉強していくコーナー。
- どうぞご勝手25

2014年、FM802が開局25周年を迎えることにちなみ、25にまつわるトピックスを鬼頭が紹介する。時にはロケに出かけたり、このコーナーにゲストが出演することもある。

#### 久保田単独担当時
通常のカウントダウンのほかに以下のランキングも紹介していた。(〜2012年3月)
- WORLD SINGLE CHART COUNTDOWN
- WORLD MUSIC VIDEO CHART COUNTDOWN
- DIGITAL SALES POINT CHART COUNTDOWN OVERSEAS
- 10 MINUITES QUICK MIX（14時代、時期不明だが後期は13時代前半 ドン・ビーバーが担当。）

2007年4月〜2012年3月放送。浅井担当時はある年代を取り上げ、その年のチャートを賑わせた楽曲をミックスしてオンエアしていた（そのうちの2曲はフルサイズでかけている）。久保田担当後は一組のアーティストを取り上げてその楽曲をミックスしてオンエアする。このコーナーのみ録音だが、久保田担当時は録音のドンと生放送の久保田が掛け合いする場面があった。
- HOP STEP FIVE (2012年4月〜2013年3月)

『OSAKAN HOT 100』その週の101位以下にランクインしている楽曲の中から5曲を選び、当時のDJ ドン・ビーバーが紹介していた。

#### 浅井担当時
- HOT OF THE WEEK（ホット・オブ・ザ・ウィーク）

2008年4月よりスタート。TOP3予想に代わり、番組オープニングでオンエアされるその週の注目曲の順位を予想するコーナー。正解者の中から抽選で1万円分のCDギフト券が当たる。
- クイズ・コマックチャンス

2007年10月よりスタート。チャートインしている楽曲の歌詞に関する問題が1問出題され、正解者には抽選でアーティストグッズが当たる。当初は2問出題されていたが後に1問に。
- ATTACK 802

2006年9月まであったOSAKAN QUIZ PARKをリニューアルしたもの。2006年10月から2007年9月まではレギュラーコーナーだったが、2007年10月からはスペシャルウィーク期間のみの不定期放送になる。アーティストに関する問題が最高で10問出題され、リスナーの中で選ばれた回答者が電話でクイズに答える。正解するとアーティストグッズが、さらに10問パーフェクトで正解した場合は、CD券もプレゼントされる。
- SALES CHART COUNTDOWN（14時台）

毎週集計されているアルバムセールスの上位10作品をカウントダウンするコーナー。毎月1,3週目は洋楽、2,4週目は邦楽チャートを発表している。
- チャート予報士浅井（14:10ごろ）

「チャート予報協会」（浅井と番組スタッフ）によるその週のTOP3予想と、次週以降にチャートインしそうな楽曲をオンエアするコーナー。
- そのほか、14時台にはゲストを招いてのトークや特集が組まれている。ゲストコーナーは事前収録のものが多く、必ず「今、気になっているもののTOP3」というお題を出している。2006年9月までは「浅井の日曜日」というコーナー名がついており、その後のリニューアルでリクエストやメッセージを読む時間に当てられていた。
- LIVE PREVIEW（ドン・ビーバーが担当。）

関西方面でのライブを控えているアーティストの楽曲を紹介するコーナー。

#### ヒロ寺平担当時
- OUT OF THE HOT 100

番組中盤にランク外に落ちた楽曲をまとめて紹介するコーナー。
- 全曲紹介

寺平担当時代の後期、毎月最終週はレギュラーコーナーを休止させて100曲を全て放送。100位から11位までは紹介のみでオンエアされない事が多いが、ワンコーラスだけでも可能な限り放送した。

## 特徴
- 本番組はタイトルどおり「大阪で今最も熱い楽曲の上位100曲」をカウントダウンする番組であるが、集計方法だけでなく、紹介のされ方も変化している。
  - 番組当初から2004年3月と2008年4月から2008年9月まで、2012年4月から2015年3月までは他のJFLの「HOT 100」シリーズ同様、100位から曲の一部をフラッシュでカウントダウンしながら、ピックアップする曲はほぼフルでオンエアする形式になっていた。
  - 2004年4月から2008年3月まではこの方式を変え、ピックアップする曲(初登場曲、大幅ランクアップした曲)のみほぼフルでオンエアし、それ以外は10位ずつに口頭で発表。このため、曲紹介が100位から始まらないことが多かった。
  - 浅井担当時まではTOP10にランクインした曲すべてをほぼフルサイズでオンエアしていたが、久保田が担当して以降2012年3月まではTOP5のみに縮小。またこれに合わせてTOP10の曲の集計ポイントも発表されるようになった。
  - 2012年4月のリニューアルでコーナーを極力削減し、TOP10チャートイン楽曲をすべて長めにオンエアする形式に戻した。
  - 2015年4月には放送時間短縮に伴い、TOP20の楽曲をすべて長めにオンエア。21位以下の楽曲は基本的にオンエアせず（DJおススメの初登場曲や注目曲を除く）、放送開始の2時間前(日曜午前10:00)に21位以下をホームページで紹介することとなった。
  - 802の方針に基づいて、ジャニーズ・ハロー!プロジェクトや48坂道シリーズ、スターダストプロモーション（ももいろクローバーZ・私立恵比寿中学・TEAM SHACHIおよびM!LK・超特急など）やWACK系は集計されない。
- 2005年から毎年1月の2週間、洋楽プロモーターによる新春座談会が行われていた。また2月にはグラミー賞予想を行うのが恒例となっていた。
- 2002年～2008年3月30日放送まではTOP3予想を受け付け、TOP3を完全に的中すると抽選で1名にCD券1万円分が送られた。なお、正解者がいない場合は次週に繰り越されるが、正解者なしは年間でも数回しかなかった。2008年4月7日放送以後は、ある特定の1曲の順位を予想する「注目曲予想」に変更され、2008年10月12日放送以後は1位予想に変更された。
- スポンサーの関係で（下記参照）『OSAKAN HOT 100』の携帯サイトはiモードしか対応していないため、Y!ケータイでは原則としてチャートを見ることができない[注 13][注 14]。
- ウェブサイトのランキングやチャートシートでは原則として洋楽曲は原題表記になっているが、一部例外が存在する（DJ BOBOの『チワワ de こんチワワ(原題:Chihuahua)』、O-Zoneの『恋のマイアヒ(原題:Dragostea Din Tei)』、Carlitoの『Go!Go!カリート(原題:Carlito(Who's That Boy))』等）。
- 1990年9月23日と9月30日のチャートでは、当時、特に全国的にはリバイバルヒットしていたわけではなかったザ・ナックの『マイ・シャローナ』（1979年発売）が9位を記録したことがあった。同曲がコンピレーション・アルバム『FLASH BACK HITS IN USA』に収録され、FM802のヘビーローテーションに選ばれたことにより起こった現象である[5]。
- 2007年頃まで、1位の曲が発表される直前に流れていたギターのインスト曲は、CIRCUIT V. PANTHERの「MIRACLE」。
- 本番組のチャートシートがセールスポイントを集計したCDショップにてフリーペーパーと同じスペースに陳列されていたが、2010年3月に廃止された。翌月からはウェブサイトからチャートシートをダウンロードすることができる。

## 番組で使用される用語
- HOTTEST ENTRY（ホッテスト・エントリー）・・・初登場曲の中で、もっとも高い位置にランクインした曲。
- HIGHEST JUMP UP（ハイエスト・ジャンプ・アップ）・・・初登場の曲以外で、その週にもっともチャートをあげた曲。チャートインのタイミングによって、HOTTEST ENTRYした楽曲が次の週にHIGHEST JUMP UPを獲得するということも少なからずある。

以下は、現在ではあまり使用されていない。
- 滑り込み（すべりこみ）・・・月曜日にオンエア解禁になる楽曲は、集計対象が1日分しか入らないが、それでも下位にランクインすることがあり(宇多田ヒカル、Mr.Children etc.)、ぎりぎりでチャートに入ることを呼んだ。これらの楽曲は翌週にはHIGHEST JUMP UPを獲得することが多い。
- 惜別のオンエア（せきべつ-）・・・初登場から30週以上連続して本チャートにランクしていた曲がTOP100圏外に下がった週に、カウントダウンを始める前に敬意を表してこの楽曲をオンエアする。「残念なお知らせがあります。」と切り出してから曲の発表を行うことがあった。
- ~OUT,~UP（~アウト、~アップ）・・・トップ3、トップ10から脱落することをアウト、新たに入ってくることをアップと呼んだ（例:TOP3UP、TOP10OUT）。

## チャートにまつわる主な記録
- 第1回放送の1位は、ユニコーンの「大迷惑」[6]。
- 2008年9月7日現在、同番組にもっとも多く楽曲をチャートインさせているアーティストは、DREAMS COME TRUEで58曲[7]。
- 2008年9月7日現在、同番組にもっとも多く楽曲を1位にランクインさせているアーティストは、Mr.Childrenで14曲[8]。
- 2008年8月31日現在、同番組で最も長く1位を獲得した洋楽曲は、ジャミロクワイの「VIRTUAL INSANITY」で16週連続1位。
- 2020年9月13日現在、同番組で最も長く1位を獲得した邦楽(J-POP)曲は、ウルフルズの「ええねん」[9]、BUMP OF CHICKENの「プラネタリウム」[10]、サカナクションの「新宝島」[11]、米津玄師の「感電」[12]で9週連続1位。
- 2017年1月22日現在、同番組で連続1位ではないが、星野源の「恋」が通算10週の1位を獲得し、通算だが邦楽では史上初の記録を更新。
- 2020年7月19日放送において米津玄師の「感電」が番組史上初となる初登場1位を達成した[13]。

## 年間チャート
- 『OSAKAN HOT 100 - YEARLY CHART COUNTDOWN- 』のタイトルで、毎年9時間のスペシャルとして7月に上半期、12月に年間チャートを発表している。レギュラー枠では放送せず、『FM802 HOLIDAY SPECIAL』と同じ10:00〜19:00（JST）の枠で平日に放送されるため、この時間に放送されるレギュラー番組は休止になる。なお、他のJFL局では年間チャートをレギュラー放送時に行っている。
- 上位100曲をすべてイントロからオンエアするが、時間の都合上、序盤の楽曲はフルコーラスでかけられない。また、その年のミュージック・シーンを盛り上げたアーティストが登場する。チャートの上位10曲については、集計期間内の累計ポイント数も放送で発表される（少なくとも2001年には始まっていた）。
- 当初は洋楽優勢だったが、2000年にサザンオールスターズが年間1位になって以降は、週間チャート同様、邦楽が優勢となっている。2005年は上位6曲を独占、TOP10中8曲が邦楽だった。ただし、アルバムの売上では洋楽が優位にたち、ロングヒットすることから週間チャートほどの差はなく、2006年と2010年と2011年でTOP3を独占、また、2010年はTOP10中6曲を洋楽が占めた。2011年はTOP10中9曲が洋楽を占め、1993年以来 邦楽1曲という結果になった。
- 2006年には『Bad Day』がOSAKAN HOT 100史上初めて「週間チャートで1位を獲得したことがない楽曲（最高位は2006/03/26-4/09に記録した2位）の、年間チャート1位を獲得」となった。その後2012年に『CALL ME MAYBE』も週間チャートでは1位を獲得できずに年間チャート1位を記録した（最高位は2012/10/28,11/11-11/18に記録した2位)。
- 久保田が担当するようになってからは、以前担当していた『FRIDAY COSMIC COASTER』から続く桧山進次郎との対談を、この番組内で行っている。
- この他に5年間チャート、10年間チャートも発表されている。10年間チャートは、FM802開局10周年記念特別番組として1999年6月1日に放送された。
- 年間チャート発表が12月31日（大晦日）になったが、放送時間が15:00〜19:00（2014年）、11:00〜15:00（2015年）の4時間に短縮された。
- 2016年・年間チャートでは12月18日、スペシャルウィークス期間中 初めてレギュラー放送での発表に至った。なお週間チャートは後日、番組HPや翌週のオンエアで発表された。

### 年間チャート第1位獲得曲
背景が黄色の曲は邦楽（J-POP）、太字の曲は、FM802でヘビーローテーションに選ばれた楽曲である。
| 年度                 | 曲名                                           | アーティスト名                   |
| -------------------- | ---------------------------------------------- | -------------------------------- |
| 1989年               | BAT DANCE                                      | PRINCE                           |
| 1990年               | ESCAPADE                                       | JANET JACKSON                    |
| 1991年               | NOW THAT WE FOUND LOVE                         | HEAVY D. & THE BOYZ              |
| 1992年               | HUMPIN' AROUND                                 | BOBBY BROWN                      |
| 1993年               | INFORMER                                       | SNOW                             |
| 1994年               | THE SIGN                                       | ACE OF BASE                      |
| 1995年               | SHY GUY                                        | DIANA KING                       |
| 1996年               | BEACH BABY                                     | BAHA MEN                         |
| 1997年               | MMM BOP                                        | HANSON                           |
| 1998年               | MY HEART WILL GO ON (LOVE THEME FROM'TITANIC') | CELINE DION                      |
| 1999年               | LIVIN' LA VIDA LOCA                            | RICKY MARTIN                     |
| 2000年               | TSUNAMI                                        | サザンオールスターズ             |
| 2001年               | JADED                                          | AEROSMITH                        |
| 2002年               | 楽園ベイベー                                   | RIP SLYME                        |
| 2003年               | AM11:00                                        | HY                               |
| 2004年               | ARE YOU GONNA BE MY GIRL                       | JET                              |
| 2005年               | MY WAY                                         | Def Tech                         |
| 2006年               | Bad Day                                        | DANIEL POWTER                    |
| 2007年               | GIRLFRIEND                                     | AVRIL LAVIGNE                    |
| 2008年               | VIVA LA VIDA                                   | COLDPLAY                         |
| 2009年               | My SunShine                                    | ROCK'A'TRENCH                    |
| 2010年               | BAD ROMANCE                                    | LADY GAGA                        |
| 2011年               | WHAT THE HELL                                  | AVRIL LAVIGNE                    |
| 2012年               | CALL ME MAYBE                                  | CARLY RAE JEPSEN                 |
| 2013年               | GET LUCKY                                      | DAFT PUNK FEAT.PHARRELL WILLIAMS |
| 2014年               | HAPPY                                          | PHARRELL WILLIAMS                |
| 2015年               | 新宝島                                         | サカナクション                   |
| 2016年               | 前前前世                                       | RADWIMPS                         |
| 2017年               | SHAPE OF YOU                                   | ED SHEERAN                       |
| 2018年               | Lemon                                          | 米津玄師                         |
| 2019年               | Pretender                                      | Official髭男dism                 |
| 2020年               | 感電                                           | 米津玄師                         |
| 2021年               | Universe                                       | Official髭男dism                 |
| 2022年               | ミックスナッツ                                 | Official髭男dism                 |
| 2023年               | 第ゼロ感                                       | 10-FEET                          |
| 2024年               | Bling-Bang-Bang-Born                           | Creepy Nuts                      |
| 1989-1993年 (5年間)  | 愛は勝つ                                       | KAN                              |
| 1989-1998年 (10年間) | CHANGE THE WORLD                               | ERIC CLAPTON                     |

## 主なCD作品
- 『FM802 BIG10 SPECIAL～OSAKAN HOT 100 COOL COLLECTION』
- 『FM802 BIG10 SPECIAL～OSAKAN HOT 100 POWER COLLECTION』
- 『FM802 BIG10 SPECIAL～OSAKAN HOT 100 BEAT COLLECTION』
- 『FM802 BIG10 SPECIAL～OSAKAN HOT 100 FUNKY COLLECTION』
- 『FM802 BIG10 SPECIAL～OSAKAN HOT 100 WILD COLLECTION』
- 『FM802 BIG10 SPECIAL～OSAKAN HOT 100 GROOVY COLLECTION』
OSAKAN HOT 100の放送10周年を記念して1999年に6タイトルが発売された。全曲洋楽による構成となっている。
- 『The Nineties -FM No.1 Hits-』
2005年に発売。JAPAN FM LEAGUE5局のHOT100チャートにて、1位になった1990年代の洋楽を収録している。

## スポンサー
2023年10月時点
- クレディセゾン（SAISON CARD名義）
全編を通してではなく終盤30分(実際はTOP3カウントダウン直前)のみの提供となっている。『TOKIO HOT 100』と同じスポンサーになるのはマクドナルド以来9年ぶり。

以前
- パイオニア - 放送開始時は『TOKIO HOT 100』と同じく1社提供であり、『PIONEER OSAKAN HOT 100』としてタイトルコールされていた。
- アステル関西 - 2000年3月まで。
- ツーカーホン関西 - 2000年4月～2005年3月。オフィシャル携帯サイトはEZwebに開設されていた。
- サッポロビール - 新製品が発売されたときには、番組中にレポートが入ることがあった。
- マクドナルド - 2009年4月～2014年9月。番組内で発表されるラッキーナンバーをメッセージとともに送ると、抽選でマクドナルドで使えるクーポンが当たる（『TOKIO HOT 100』や『ZIP HOT 100』でも、同様のシステムを取り入れていた）ことになっていた。
- NTTドコモ関西（2005年～2008年）→NTTドコモ（関西支社）（2008年～2023年）[注 15][注 16] - 2005年4月～。iモード内にオフィシャル携帯サイトがある。ここではチャートだけでなく、DJのコラムが掲載されている。この携帯サイトは偶数月が12:55ごろ、奇数月は14:50ごろ（TOP10発表前）に番組内で毎週紹介される。 2014年9月までは、J-WAVEと同一のスポンサーと携帯電話事業者（PHS含む）[注 17]などの複数社が出稿していた。CMは、14:00を境に前半と後半に分かれてオンエアされる。そのため、オープニングとエンディング、14時前後は2社のスポンサーを紹介、CM前後のジングルはその時間の出稿主のみスポンサー紹介していた。  2014年10月からは、NTTドコモ（関西支社）の1社提供番組[注 18]になった。半年間は複数社提供の名残で正式タイトルに冠スポンサーの名がついていなかったが、2015年4月からは放送時間が3時間に縮小されると同時に冠スポンサーが付き、『DOCOMO OSAKAN HOT 100』になっていた。2023年9月をもって降板。